# Río Muco
El río Muco es un curso natural de agua de Chile, que nace en la falda oeste de la cordillera de Hirrampe en la Región de La Araucanía y fluye con dirección general oeste hasta desembocar en el río Cautín.

## Trayecto
Tiene sus nacimientos en las faldas W de la cordillera de Hirrampe y fluye hacia el suroeste para desembocar en la orilla oriente de la parte media del río Cautín, frente a la estación Pillanlelbún.: 572 

## Caudal y régimen
La hoya hidrográfica del río Cautín con afluentes, los ríos Quepe y Muco, tiene un notorio régimen pluvial, con sus crecidas en invierno, producto de lluvias invernales. En años lluviosos las crecidas ocurren entre mayo y agosto, mientras que los menores caudales ocurren entre enero y marzo. En años normales y secos la influencia pluvial sigue siendo de importancia, produciéndose sus mayores caudales entre junio y agosto. El período de menores caudales se presenta en el trimestre dado por los meses de enero, febrero y marzo.: 62 

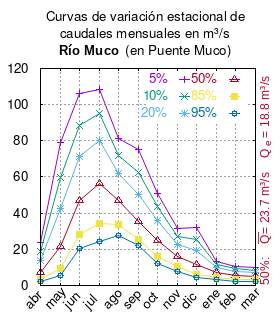
Curvas de variación estacional del río Muco en el puente Muco.

El caudal del río (en un lugar fijo) varía en el tiempo, por lo que existen varias formas de representarlo. Una de ellas son las curvas de variación estacional que, tras largos periodos de mediciones, predicen estadísticamente el caudal mínimo que lleva el río con una probabilidad dada, llamada probabilidad de excedencia. La curva de color rojo ocre (con {\displaystyle {\color {Red}\vartriangle }}) muestra los caudales mensuales con probabilidad de excedencia de un 50%. Esto quiere decir que ese mes se han medido igual cantidad de caudales mayores que caudales menores a esa cantidad. Eso es la mediana (estadística), que se denota Qe, de la serie de caudales de ese mes. La media (estadística) es el promedio matemático de los caudales de ese mes y se denota {\displaystyle {\overline {Q}}}. 
Una vez calculados para cada mes, ambos valores son calculados para todo el año y pueden ser leídos en la columna vertical al lado derecho del diagrama. El significado de la probabilidad de excedencia del 5% es que, estadísticamente, el caudal es mayor solo una vez cada 20 años, el de 10% una vez cada 10 años, el de 20% una vez cada 5 años, el de 85% quince veces cada 16 años y la de 95% diecisiete veces cada 18 años. Dicho de otra forma, el 5% es el caudal de años extremadamente lluviosos, el 95% es el caudal de años extremadamente secos. De la estación de las crecidas puede deducirse si el caudal depende de las lluvias (mayo-julio) o del derretimiento de las nieves (septiembre-enero).

## Historia
Francisco Solano Asta-Buruaga y Cienfuegos  escribió en 1899 en su Diccionario Geográfico de la República de Chile sobre el fuerte construido a sus orillas:
Muco (Fuerte de).-—Está situado en el departamento de Temuco á la orilla de un riachuelo corto que le da el nombre, procedente de las faldas de los Andes y que afluye en la izquierda del Cautín por la inmediación del fuerte de Pillanlelvún. Se construyó en 1881. El nombre es el de mucu, que se da también á la planta llamada yuyo (Brassica campestris).